# ميليتا (تجسيد)

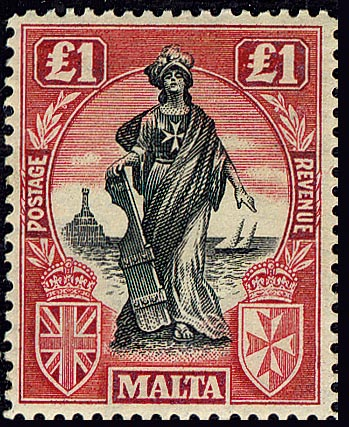
ميليتا مصورة على طابع بوستة صممه إدوارد كارونا دينجلي، وصدر 28 أغسطس 1922

ميليتا هي التجسيد الوطني لمالطا أو الشعب المالطي. اسم نشأ من مدينة بالإمبراطورية الرومانية بهذا الاسم (Μελίτη،  ميليتا باللغة الإغريقية) التي دمرت وأعيد بناؤها عدة مرات من قبل الفاطميون، النورمان وفرسان الإسبتارية، والتي سميت في نهاية المطاف مدينة (مالطا) أو المدينة النبيلة.